# 조아서 구독중 2
《조아서 구독중 2》는 투니버스에서 제작한 대한민국의 웹드라마로, 2020년 10월 23일부터 2020년  12월 11일까지     방영 됐다

## 출연진
- 나희선 - 도티 역
- 윤혜림 - 조아서 역
- 리원 - 김리아 역
- 박상훈 - 문도진 역
- 심현서 - 차선율 역
- 우연 - 샤샤 역

## 방영 목록
| 회차 | 제목                                   | 방송 날짜 (투니버스) |
| ---- | -------------------------------------- | -------------------- |
| 1회  | 백만 크리에이터가 되면 생기는 일?!     | 2020년 10월 23일     |
| 2회  | 날 더 비참하게 만들지 마!              | 2020년 10월 30일     |
| 3회  | 먹뱉 논란의 중심! 쪼아서 아니 뱉었어?! | 2020년 11월 6일      |
| 4회  | 내 영상에 악플다는게 너였어?!          | 2020년 11월 13일     |
| 5회  | 우리... 다시 친구가 될 수 있을까?      | 2020년 11월 20일     |
| 6회  | 내가 되줄게, 니 친구                   | 2020년 11월 27일     |
| 7회  | 베프와 썸녀 사이에서 고민하다          | 2020년 12월 4일      |
| 8회  | 나, 너 좋아서 구독중이야               | 2020년 12월 11일     |